# Махабад
Махабад (на персийски: مهاباد‎‎) е град в Иран, провинция Западен Азербайджан. При преброяването от 2012 г. има 140 000 жители.
По-голямата част от населението на града е кюрдско, а разположението му е на юг от езерото Урмия.

## Етимология
Градът е основан през периода на сефевидите, преди около 300 години, а първото му име е Савуджболах. Савуджболах е тюркска дума, означаваща студена пролет. По-късно, в периода на династия Каджар, градът е наречен Савуджболах Мокри, което означава Савуджболах на племето Мукри, поради пребиваването на племето в града. Това е името на града до 1936 г., когато градът е преименуван на Махабад.

## История
Махабад се намира в район, който е център на манайците, които процъфтяват в 10-и до 7 век преди новата ера. Манайците „след като получават няколко поражения от скитите и асирийците, останалите от населението са абсорбирани от иранците, известни като матиени и района става известен като Матиен“. След това е завладян от мидийците около 609 г. пр.н.е.
В средновековния период кюрдската династия Хасануаяхид (959– 1015 г.) управлява региона. След унищожаването ѝ от монголите, Илханат и тимуридската династия, региона е контролиран от Кара Коюнлу (1375– 1468 г.) и Ак Коюнлу (1378 – 1501 г.) (и двете огузки тюркски племена). Според книгата на Мохамед Амин Заки, „Кратка история на кюрдите и Кюрдистан“, по време на регионалните конфликти между Кара Коюнлу и Ак Коюнлу кюрдите мукри взимат властта над плодородните долини на юг от Урмия.
Кюрдите мукри участват в няколко войни между сефевидите и Османската империя и придобиват надмощие. През 17 век Махабад става седалище на княжество Мукри (известно и като Мукриян на кюрдски език). Мнозина вярват, че Будак Султан Мукри, който построява джамията в Махабад, е основател на днешния град.

### Република Махабад
Махабад е столица на временната Република Махабад, която обявява независимост на 1 януари 1946 г. под ръководството на кюрдския националист Кази Мохамед.
Републиката получава силна подкрепа от страна на Съветския съюз, който окупира Иран по това време. В нея са включени кюрдските градове Букан, Пиранашахр, Сардащ и Ошнавие.
След споразумение с посредничеството на САЩ, руснаците се съгласяват да напуснат Иран и през 1947 г. е възстановен суверенитетът на шаха. Малко след това той нарежда нахлуване в Република Махабад. Лидерите на републиката, включително Кази Мохамед, са арестувани и екзекутирани. Кази Мохамед е обесен на 31 март 1947 г. По настояване на Арчи Рузвелт младши, който твърди, че Мохамед е принуден да работи с руснаците от целесъобразност, посланикът на САЩ в Иран Джордж В. Алън призовава шаха да не изпълнява смъртната присъда на Мохамед и брат му.

### Ислямска република Иран
На 7 май 2015 г. етническите кюрди се разбунтуват след необяснимата смърт на 4 май 2015 г. на Фаринас Хорсавани, кюрдска камериерка в хотел. Тя пада от прозореца на четвъртия етаж в хотела, където работи. Според разследването тя е загинала, опитвайки се да избяга от иранец, който иска да я изнасили. Съобщава се, че протестиращите подпалват хотела.